# Albert Luque
Albert Luque Martos (Barcelona, 11 maart 1978) is een Spaans voormalig profvoetballer. Hij is vooral bekend van de succesvolle periode bij Deportivo La Coruña. Daarnaast kwam hij onder meer uit voor Newcastle United en AFC Ajax.

## Clubvoetbal

### FC Barcelona
Luque krijgt zijn opleiding in de (cantera) van FC Barcelona. De toenmalige hoofdtrainer Louis van Gaal vindt de Catalaan niet goed genoeg en laat hem in 1997 naar Real Mallorca vertrekken, waar hij eerst uitkomt voor het tweede elftal.

### Real Mallorca
In het seizoen 1998/1999 maakt Luque zijn debuut in het eerste elftal van de club. Na in 1999/2000 verhuurd te zijn geweest aan Málaga CF, toont Luque zich vanaf 2000 in het eerste elftal van Real Mallorca als een complementair aanvalsduo met de Kameroener Samuel Eto'o. Luque heeft Eto'o meerdere malen aangeduid als mi hermano negro (mijn zwarte broer). Mede door de doelpunten van Luque komt Mallorca in 2001 uit in de UEFA Champions League. Na negen competitietreffers in het seizoen 2000/2001, scoort Luque de winnende treffer in het tweede kwalificatieduel tegen het Kroatische Hajduk Split. Uiteindelijk eindigt Real Mallorca als derde in de groepsfase. Nationaal gaat het minder voortvarend met de club, maar mede dankzij veertien doelpunten van Luque blijft degradatie Real Mallorca net bespaard.

### Deportivo La Coruña
De prestaties van de aanvaller waren niet onopgemerkt gebleven: eerst neemt Spaans bondscoach José Camacho Luque op in de selectie voor het WK 2002 en vervolgens contracteert Deportivo La Coruña hem voor vijftien miljoen euro. Bij Deportivo speelt Luque meer als schaduwspits of vleugelaanvaller, maar was regelmatig trefzeker.

### Newcastle United
Na het voor Deportivo teleurstellend verlopen seizoen 2004/2005 vertrekt Luque voor veertien miljoen euro naar Newcastle United, waar hij een vijfjarig contract tekent. Hij debuteert voor de club tegen Manchester United, maar loopt in de wedstrijd daarna tegen Fulham FC een hamstringblessure op. Op 17 april 2006 scoort Luque zijn eerste doelpunt voor Newcaste United, tegen Sunderland FC. In het seizoen 2006/2007 komt hij weinig tot spelen en Luque wil Newcastle United daarop verlaten.

### AFC Ajax
In augustus 2007 vertrekt Luque naar Nederland. Op 25 augustus 2007 maakt Ajax bekend dat de Spanjaard een contract getekend heeft voor drie seizoenen. De transfersom is nooit bekendgemaakt. Op zondag 2 september 2007 maakt hij zijn debuut bij Ajax tegen FC Groningen. De wedstrijd eindigt in 2-2. Luque scoort zijn eerste doelpunten voor Ajax tijdens de wedstrijd Ajax - VVV-Venlo. De Spanjaard scoort tweemaal in drie minuten, maar verlaat die wedstrijd het veld vanwege een liesblessure.
Luque krijgt het op 11 november 2007, tijdens de klassieker Feyenoord - Ajax, in het veld aan de stok met ploeggenoot Luis Suárez. Luque zou Suárez geschopt hebben uit frustratie. De ruzie escaleert in de spelerstunnel en de kleedkamer. Ajax-trainer Adrie Koster wisselt het tweetal om disiplinaire redenen. Beide spelers krijgen een geldboete opgelegd. Op 4 augustus 2008 krijgt Luque te horen dat hij geen deel uitmaakt van de 24-koppige A-selectie van Ajax. Dit nadat hij eerder al te horen heeft gekregen dat hij bij Ajax mag vertrekken. Een dag voordat de transfermarkt sluit, komen Ajax en Málaga CF overeen om Luque te verhuren voor de duur van één jaar. Ajax betaalt nog wel steeds zijn volledige salaris. Hoewel hij de voorbereiding op het seizoen 2009/10 gedeeltelijk weer bij Ajax meemaakt, wordt hij op 31 juli andermaal voor een jaar verhuurd aan Malaga en daarmee tot het einde van zijn contract bij Ajax.

### Clubstatistieken
| Seizoen | Club                | Land      | Competitie         | Wedstrijden | Doelpunten |
| ------- | ------------------- | --------- | ------------------ | ----------- | ---------- |
| 1997/98 | Real Mallorca B     | Spanje    | Segunda División B | 31          | 10         |
| 1998/99 | Real Mallorca B     | Spanje    | Segunda División A | 31          | 15         |
| 1998/99 | Real Mallorca       | Spanje    | Primera División   | 5           | 0          |
| 1999/00 | → Málaga (huur)     | Spanje    | Primera División   | 23          | 3          |
| 2000/01 | Real Mallorca       | Spanje    | Primera División   | 32          | 9          |
| 2001/02 | Real Mallorca       | Spanje    | Primera División   | 36          | 14         |
| 2002/03 | Deportivo La Coruña | Spanje    | Primera División   | 32          | 7          |
| 2003/04 | Deportivo La Coruña | Spanje    | Primera División   | 32          | 8          |
| 2004/05 | Deportivo La Coruña | Spanje    | Primera División   | 37          | 11         |
| 2005/06 | Newcastle United    | Engeland  | Premier League     | 14          | 1          |
| 2006/07 | Newcastle United    | Engeland  | Premier League     | 7           | 0          |
| 2007/08 | Ajax                | Nederland | Eredivisie         | 16          | 4          |
| 2008/09 | → Málaga (huur)     | Spanje    | Primera División   | 32          | 8          |
| 2009/10 | → Málaga (huur)     | Spanje    | Primera División   | 16          | 1          |
| 2010/11 | Málaga              | Spanje    | Primera División   | 3           | 0          |
| Totaal  |                     |           |                    | 338         | 88         |

## Nationaal elftal
Luque won in 2000 op de Olympische Spelen van Sydney de zilveren medaille met Spanje. In de finale was Kameroen na strafschoppen te sterk, nadat de wedstrijd in 2-2 was geëindigd. Luque kwam tweemaal als invaller in actie in de groepswedstrijden met Zuid-Korea en Chili.
Voor het Spaans nationaal elftal speelde Luque zeventien interlands, waarin hij twee doelpunten maakte. De Catalaan was de grote verrassing in de Spaanse selectie voor het WK 2002 in Zuid-Korea en Japan. Hij dankte zijn uitverkiezing aan zijn uitstekende vorm bij Real Mallorca. Op 12 juni 2002 debuteerde Luque voor Spanje in de groepswedstrijd tegen Zuid-Afrika. Hij verving na 78 minuten Fernando Morientes. Zijn tweede interland speelde hij vier dagen later tijdens het achtste-finaleduel tegen Ierland. Tien minuten voor de reguliere speeltijd kwam Luque als vervanger van Raúl González in het veld. Spanje werd uiteindelijk in de kwartfinale uitgeschakeld door Zuid-Korea na strafschoppen.
Twee jaar later behoorde Luque tot de Spaanse selectie voor het EK 2004 in Portugal. Hij speelde slechts één wedstrijd. In het laatste groepsduel tegen gastland Portugal viel de aanvaller na 72 minuten in voor Joaquín Sánchez. Luque kon de 1-0 nederlaag en daarmee de uitschakeling op het EK niet voorkomen. De aanvaller maakte enkele maanden na het EK zijn eerste interlanddoelpunt, op 9 oktober 2004 tegen België. Op 4 juni 2005 maakte Luque tegen Litouwen zijn tweede en tevens de winnende treffer. Zijn laatste interland speelde de aanvaller op 7 september 2005 in de kwalificatie voor het WK 2006 tegen Servië en Montenegro. Nadien speelde Luque nog wel voor het Catalaans elftal.

### Statistieken eindtoernooien
| Jaar | Elftal                  | Toernooi               | Wedstrijden | Doelpunten |
| ---- | ----------------------- | ---------------------- | ----------- | ---------- |
| 2000 | Spaans Olympisch elftal | Olympische Spelen      | 2           | 0          |
| 2002 | Spanje                  | Wereldkampioenschap    | 2           | 0          |
| 2004 | Spanje                  | Europees kampioenschap | 1           | 0          |

## Erelijst
Real Mallorca
- Supercopa de España: 1998

 Deportivo La Coruña
- Supercopa de España: 2002

 Newcastle United
- UEFA Intertoto Cup: 2006